# Danubius Főiskola
A Danubius Főiskola (szlovákul: Vysoká škola Danubius) magán felsőoktatási intézmény a szlovákiai Diószegen. Az iskolát üzemeltető céget 2004-ben jegyezték be Visegrádi Főiskola néven, főiskola üzemeltetésére 2005. május 31-én kapta meg az engedélyt a szlovák parlamenttől. Az intézmény 2012-től Diószegi Főiskola működött, 2014-ben nyerte el jelenlegi nevét. A főiskola rektora Peter Plavčan korábbi oktatásügyi miniszter.
A főiskola 2015 októberében elvesztette a doktori képzésre szóló engedélyét, decemberben pedig az oktatásügyi minisztérium leállította az anglisztika és amerikanisztika szakok működését. Az engedélyt 2017-ben szerezte újra meg. 2015-ben az iskola több mint négymillió eurós vissza nem térítendő anyagi támogatást kapott, holott az ország egyik leggyengébben értékelt főiskolája volt. A támogatás tudományos kutatásra szólt, a főiskola a pénz egy részét azonban olyan technikai felszerelés megvásárlására használta, amellyel nem lehet kutatást végezni, a beszerzést végző céggel a szerződést pedig a támogatás odaítélésének napján már alá is írták. Az ügyet súlyosbította, hogy az iskola akkori rektora, a kormányzó Smer – SD önkormányzati képviselője volt, és állami egyetemek nem kaptak hasonló támogatást.

## Karok
- Janko Jesenský Jogtudományi Kar (Fakulta Práva Janka Jesenského)
- Közpolitikai és Közigazgatási Kar (Fakulta verejnej politiky a verejnej správy)
- Társadalmi Tanulmányok Kara (Fakulta sociálnych štúdií)

## Híres oktatók
- Mojmír Mamojka – szlovák jogász, alkotmánybíró. 2006-tól 2012-ig az iskola jogtudományi karának dékánja, majd egy évig rektor.